# Briton Rivière

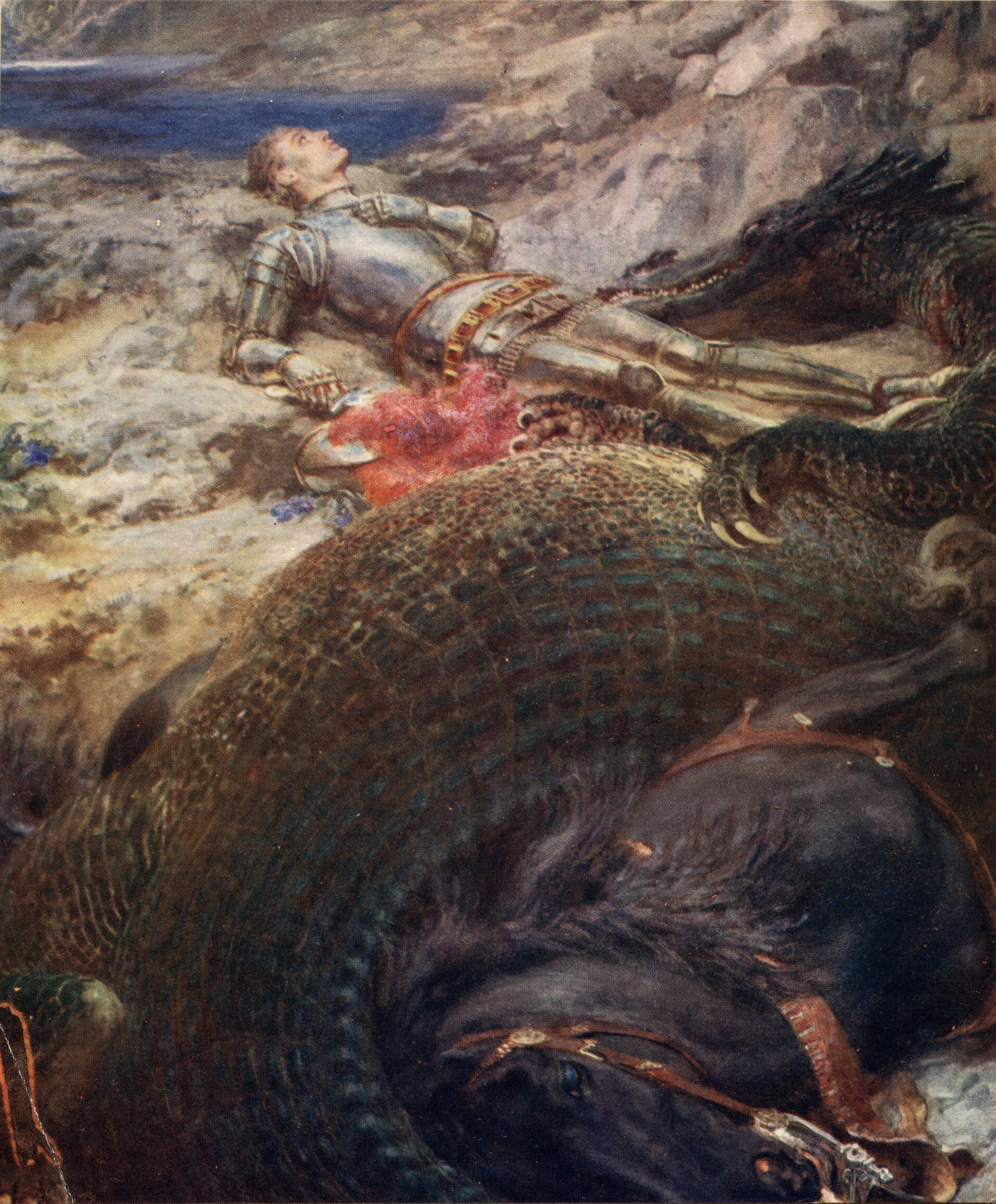
São Jorge e o dragão.

Briton Rivière (14 de agosto de 1840 – 1920), foi um pintor e aquarelista neo-clássico de origem irlandesa.
Rivière nasceu em Londres foi educado no Cheltenham College e em Oxford, onde se graduou em 1867. Sua educação artística se deve quase inteiramente a seu pai, que foi professor de artes em Cheltenham e Oxford.
Em 1857 fez sua primeira exposição na Royal Academy School of Arts, onde se tornou um habitual contibuidor a partir de 1863.
Rivière ficou especialmente conhecido como exímio pintor de animais, tema que o ocupou quase exclusivamente a partir de 1865.